# بدماس
إحدى قرى شرق مدينة سنار بالسودان وبدماس تعني النهر ، (Badamass) تبعد عنها حوالي 25 كم، أنشئت القرية في اربعينيات القرن الماضي، تمتاز جغرافيتها بالخضرة الدائمة وجمال الطبيعة ورونقها، إداريا تتبع لمشروع المسرة الزراعي الذي أشتهر بزراعة القطن والحبوب بشتى انواعه – يبلغ عدد سكان القرية حوالي 1500 نسمة، حسب آخر احصائية قامت بها جمعية بدماس الخيرية في نوفمبر 2016، أما المساحة فتقدر بنصف كم مربع، أي 504,000 متر مربع. اما القرى المجاورة لبدماس هي:
1. من الشرق: قرية الجميزة
2. من الغرب: قرية ام أريل
3. من الشمال: قرية حلة موسى (العمرية)
4. من الجنوب: قرية الشام

كما يمكن القول بأن بدماس تقع تقريبا في منتصف المسافة بين قريتي حمدنا الله وأربعة اربعين (ود تكتوك)
توجد بقرية بدماس مدرسة أساس ومدرسة ثانوية حديثة العهد، مركز صحي وعيادة، سوقا كبيرا، مسجدان، نادي للشباب، ملاعب كرة قدم.

## روابط خارجية
- بدماس.